# Margarida Gil
Maria Margarida Gil Lopes (Covillana, 7 de septiembre de 1950) es una directora de cine, actriz, profesora y artista portuguesa. Ha sido presidenta de la Asociación de Directores Portugueses. 

## Biografía
Margarida Gil nació el 7 de septiembre de 1950 en Covilhã, una ciudad del centro de Portugal, donde fue al instituto. En 1968, a los 17 años, ella y su familia se trasladaron a Lisboa, donde asistió a la Facultad de Letras de la Universidad de Lisboa a la vez mientras trabajaba en la Santa Casa de Misericórdia de Lisboa . Se graduó en Filología germánica, aunque sus primeros planes eran estudiar bellas artes y dedicarse a la pintura.  [   
Gil empezó a asistir a las sesiones de la Cinemateca Portuguesa, y durante la proyección de un ciclo de películas del director alemán, F. W. Murnau , conoció a João César Monteiro, que estaba terminando el rodaje de su cortometraje Quem Espera por Zapatos de Defunto Morre Descalço. En ese periodo pudo conocer a muchos directores de cine portugueses de la época, como António-Pedro Vasconcelos, Jorge Silva Melo, Solveig Nordlund, Alberto Seixas Santos, Paulo Rocha y Fernando Lopes. Monteiro le propuso entonces que fuera la ayudante de dirección de su próxima película, Fragmentos de um Filme-Afila: A Sagrada Familia, rodada en los años 1972 y 1973.   
Tras la Revolución de los Claveles de 1974, consiguió un trabajo en la entonces llamada "Emisora Nacional", la Radio y Televisión de Portugal, trabajando en programas de noticias de radio. En 1975 volvió a trabajar con Monteiro en Que Farei como Esta Espada? (¿Qué haré con esa espada?) como ayudante de dirección y actriz. En 1976 participó en la creación del Grupo Zero, una cooperativa de producción cinematográfica, con Seixas Santos, Nordlund, Monteiro, Melo, Acácio de Almeida, entre otros. El mismo año se incorporó a Radio Televisão Portuguesa (RTP), dirigiendo varios documentales. Su obra incluyó Clínica Comunal Popular de Cova da Piedade, sobre un antiguo edificio ocupado por el pueblo y transformado después en una clínica de planificación familiar, el primer servicio de este tipo en la zona. Sería galardonado con un premio en el Dok Leipzig, el Festival de Cine de Leipzig . En 1978 empezó a dirigir programas en RTP2.  [   
Paralelamente, continuó su carrera cinematográfica con Monteiro, entonces ya su marido, trabajando en sus películas, Veredas, como ayudante de dirección y actriz, O Amor das Três Romãs, como actriz, y Silvestre, como a ayudante de dirección. En 1986 fue la productora ejecutiva de À Flor do Mar, producida por Monteiro & Gil, la productora que formaron, que también produjo su primer largometraje como directora de cine, Recção Fiel e Verdadeira (Relación fiel y verdadera), rodada en 1986, que se presentó en el Festival Internacional de Cine de Venecia en 1987 pero no se exhibió en Portugal hasta 1989. 
Poco después, hizo la película para televisión Flores Amargas, sobre los refugiados timorenses que fueron alojados cerca de Lisboa. Otros trabajos de televisión incluyen varias películas experimentales basadas en la vida y la obra del poeta y escritor portugués Fernando Pessoa. En 1992 realizó su segundo largometraje, Rosa Negra, que se proyectó en el Festival Internacional de Cine de Locarno pero nunca tuvo un estreno comercial. Posteriormente, Gil realizó varios documentales en vídeo, entre los que destacan Maria, para la Conferencia Mundial sobre la Mujer de 1995, que tuvo lugar en Pekín, y As Chosen, sobre la vida y la obra de la pintora. Graza Morais . En 1998 rodó O Anjo da Guarda (El ángel de la guarda), que recibió un premio en la Fiesta del Cine de Roma y en el Festival de Cine de Figueira da Foz. Luego se marchó de RTP y trabajó como profesora e investigando en la Facultad de Ciencias Sociales y Humanas de la Universidad NUEVA de Lisboa . En 2003, actuó en la última película de Monteiro Vai e Vem . Monteiro murió en el 2003. Había dedicado su película de 1998, As Bodas de Deus, a Gil.  
En 2012 estrenó la película Paixão . En febrero de 2024, su película Mãos no Fogo (Manos al fuego), una película vagamente inspirada en la novela de terror, Otro paso de tuerca de Henry James, fue proyectada en el 74º Festival Internacional de Cine  

## Obra artística
Después del año 2000, mientras seguía haciendo películas, Gil volvió a su primer amor por la pintura, el dibujo y la escultura. En 2024 se hizo una exposición de sus esculturas cerámicas en Cascais . 

## Premios y nominaciones
- 2005 Gil fue distinguida con el Premio a la Carrera en la Fiesta del Cine di Roma.
- 2005 Gran Premio de Largometraje en IndieLisboa por la película Adriana, que también fue nominada a los Globos de Ouro de Portugal 2006, con Ana Moreira recibiendo el premio a la mejor actriz por su papel en la película.
- 2010 La película Perdida Mente fue premiada en el Festival Internacional de Cine y Vídeo Independiente de Nueva York[4]
- 2012 la Escuela Superior Artística do Porto (ESAP) concedió a Gil el Premio Aurélio Paz do Reis, en reconocimiento a su trayectoria cinematográfica.

## Películas
- 1975 - Clínica Comunal Popular de Cova da Piedad (documental)
- 1976 - Para todo o serviço (documental)
- 1982 - Olho de Vidro: Uma História da Fotografia (documental)
- 1987 - Relação Fiel e Verdadeira
- 1988 - Flores Amargas
- 1991 - Daisy, um Filme para Fernando Pesso
- 1992 - Rosa Negra
- 1994 - A Luz Incerta
- 1997 - As escolhidas (documental)
- 1999 - O Anjo da Guarda
- 2002 - Não me Cortes o Cabelo que Meu Pai me Penteou (curtmetratge)
- 2005 - Adriana
- 2007 - Sobre o Lado Esquerdo (curtmetratge)
- 2007 - LuzLinar e o Louva-a-Deus (documental)
- 2009 - Fátima de A a Z (documental)
- 2010 - Perdida Mente
- 2010 - Conversas no Cabeleireiro, (amb Solveig Nordlund)
- 2012 - O Fantasma do Novais
- 2012 - Paixão
- 2012 - A Esquina do Tempo (curtmetratge)
- 2017 - A que chamas pensar?
- 2018 - Mar
- 2024 - Mãos no Fogo